# Rastapolle
Rastapolle (biał. Растаполле; ros. Растополье) – wieś na Białorusi, w obwodzie mohylewskim, w rejonie mohylewskim, w sielsowiecie Machawa.